# Col de la Séma
Le col de la Séma (en russe : Семинский перевал, Seminski pereval, en altaï méridional : Дьал-Менку) est un col de montagne de la république de l'Altaï situé dans la partie nord de la chaîne de l'Altaï. Ce col, dont la date de premier passage est inconnue, est aujourd'hui empruntée par la route de la Tchouïa, route reliant Novossibirsk à Tachanta en desservant l'ensemble de la république. Il franchit à une altitude de 1 717 m les monts de la Séma (ru), un chaînon montagneux relativement peu élevé pour l'Altaï.
Le col possède un une aire de service, une base touristique, une piste de ski avec une remontée, et est classé comme monument naturel de la république de l'Altaï.

## Toponymie
Le col doit son à la rivière Séma (ru), un affluent de la rive droite de la Katoun, qui a par ailleurs donner son nom aux monts de la Séma. Sema vient du mot mongol sebi, qui signifie « forteresse », nom donné à cause du danger de la route jusqu'au XXe siècle.
Son nom en altaï est Дьал-Менку, ce qui signifie « crinière éternelle ».

## Géographie

### Situation

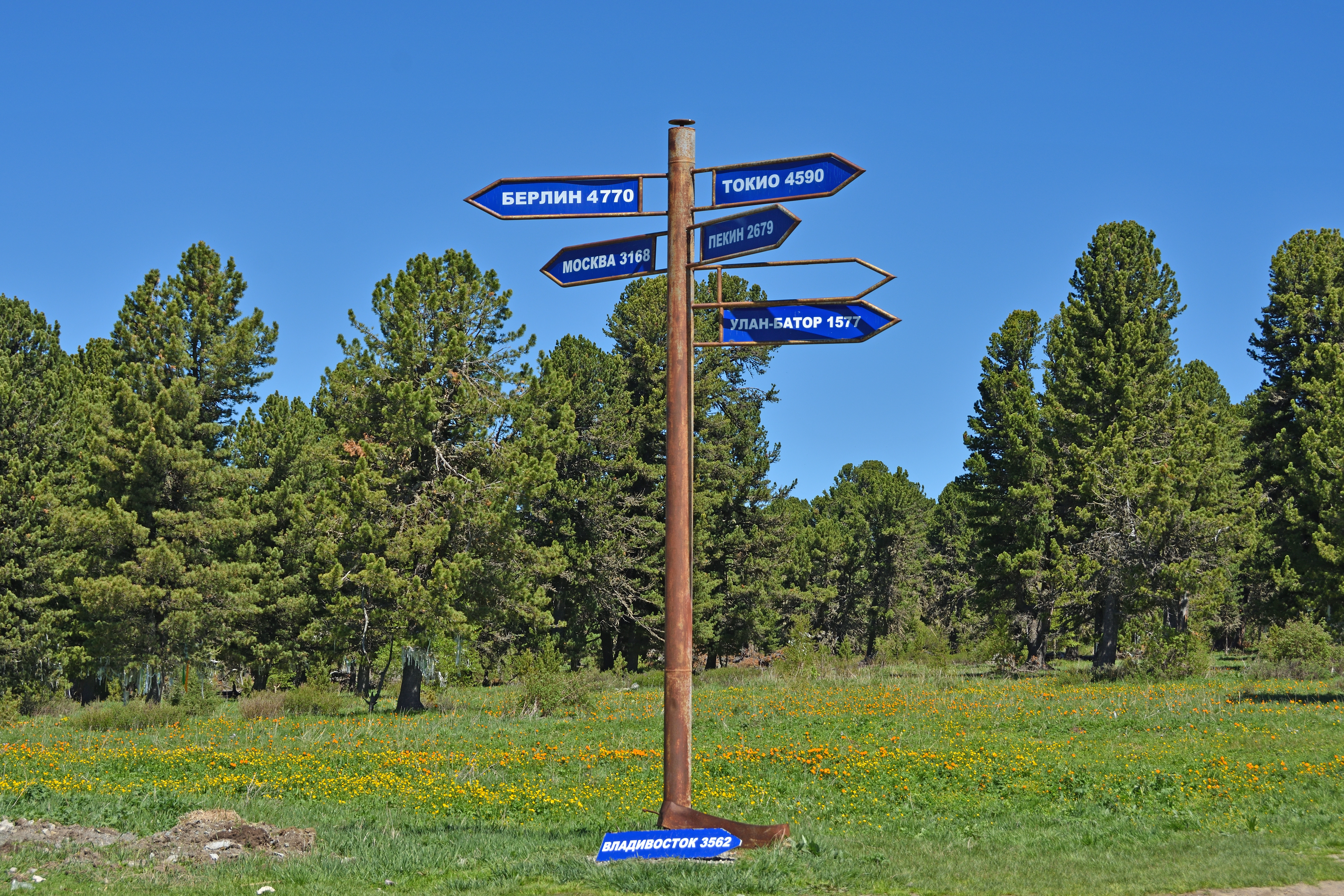
Distances des principales villes.

Le col de la Séma est situé dans le centre-nord de la république de l'Altaï, un sujet de Sibérie méridionale de la Russie. Il se trouve majoritairement dans le raïon d'Ongoudaï, mais une partie de sa descente nord se trouve dans le raïon de Chebalino.
Le col, à 1 717 m d'altitude, traverse les monts de la Séma (ru), un chaînon montagneux de la chaîne de l'Altaï, en Asie centrale. Il traverse le chaînon entre deux sommets : le mont Sarlyk (ru) à l'est, qui culmine à 2 507 m, et le Verchina Tiïakhti à l'ouest, à 1 900 m. Un peu au nord commencent les monts Tcherga (ru).
Le col a une orientation plus ou moins nord sud, avec au nord la vallée de la rivière Séma (ru), qui se jette à Oust-Séma dans la Katoun, tandis qu'au sud prend source la rivière Touïekta (ru), rivière se jetant dans l'Oursoul, un affluent de la Katoun.
Le col est traversé par la route fédérale R256, de son nom de code la R256. L'ascension commence peu après le village de Topoutchaïa, au point kilomètre 574,3 de la R256. Le sommet se situe au point 582,4, avec un dénivelé de 510 mètres. La descente dure elle 11 kilomètres.

### Climat

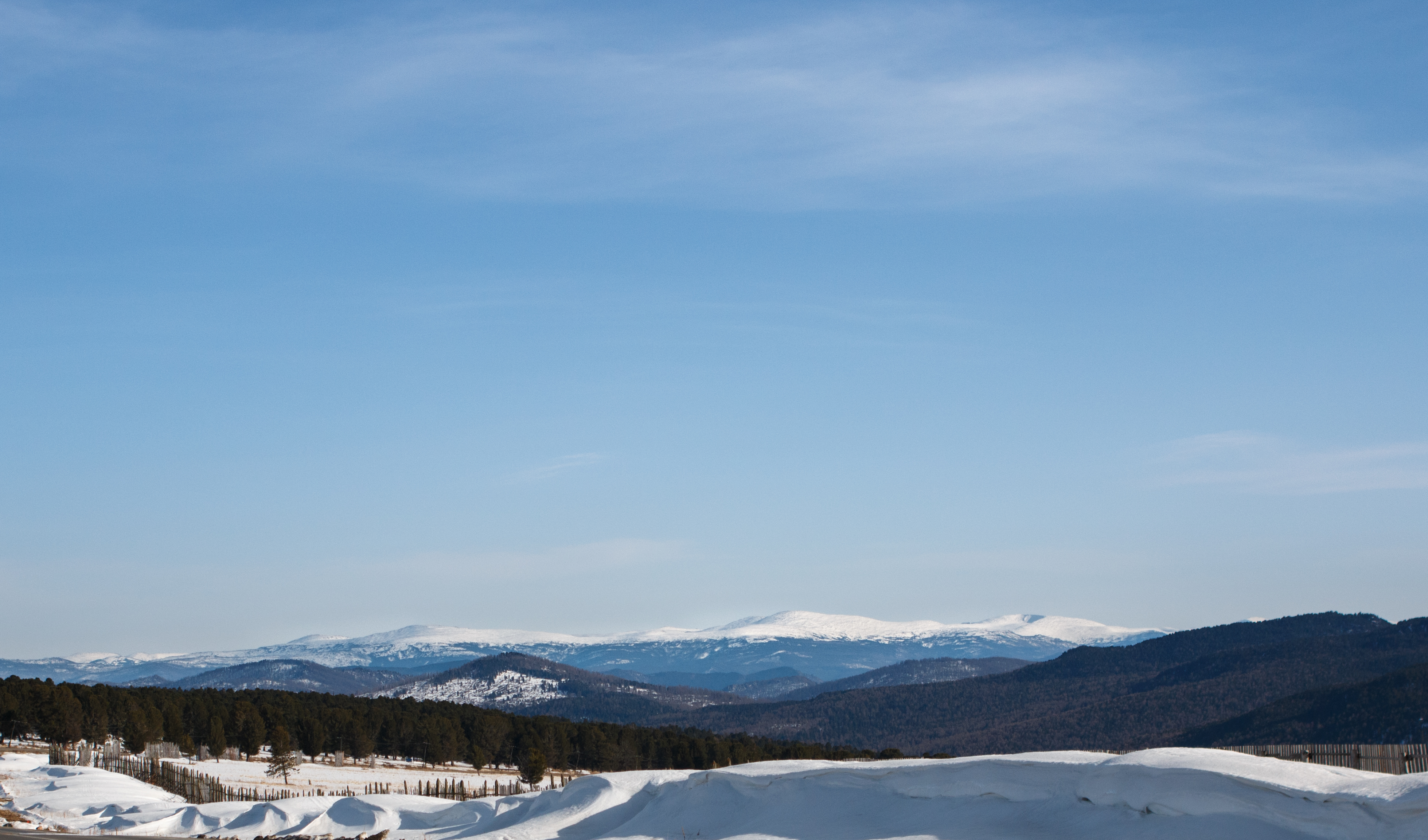
Vue en hiver avec un enneigement important.

Le col de la Séma est caractérisé par un climat instable à cause du passage incessant de masses d'air, avec presque toujours du vent. Le climat est fortement continental. Cependant, comparé aux vallées, le climat est moins rigoureux à cause des couches d'inversions dans les vallées. En janvier, les températures moyennes sont de −23 °C, tandis qu'en juillet, elles varient de 15 à 18 °C. Les précipitations sont de 600 à 700 mm.

### Faune et flore
Le col de la Séma, de par sa faune et sa flore, est un monument naturel inscrit sur la liste des aires protégées de la république de l'Altaï. Les animaux sont ceux de l'Altaï et de la Sibérie, avec des tamias de Sibérie, des zibelines, des porte-musc de Sibérie et autres. Il y a aussi des musaraignes, myodes, souris, écureuils et autres. Les insectes sont très nombreux.
Il y a environ 40 espèces d'oiseaux, principalement de la forêt, comme des mésanges, fauvettes et grives, ces trois espèces étant les plus importantes. Outre les oiseaux de la forêt, il y a des pouillots bruns, des roselins cramoisis, des pipits spioncelles ou des tariers de Sibérie.
Concernant la flore, le col est à la limite supérieure de la forêt, faisant qu'il y a à la fois des clairières et des bois. Les cèdres de Sibérie n'atteignent pas le col, contrairement aux mélèzes de Sibérie et aux sapins de Sibérie. Parmi les arbustes, on trouve le bouleau nain, le saule et le pin nain de Sibérie. Il y a aussi le géranium à fleurs blanches, l'anémone de l'Altaï, la gentiane, la pimprenelle, la racine d'or, etc. En raison des nombreux pins nains, il existe au col un endroit consacré pour ramasser les pignons.
Il y a en tout 335 espèces de plantes supérieures de 173 genres et 54 familles, taux d'endémisme 8,4 %.
Parmi les espèces endémiques de la région qui poussent au col : Sanguisorba azovtsevii, Rosa oxyacantha, Rhodiola algida et Dendranthema sinuatum.

## Histoire
La présence humaine remonte au moins au Néolithique, des objets en bronze ayant été trouvés sur le site, laissant présumer que le site était un lieu de rites et célébrations.

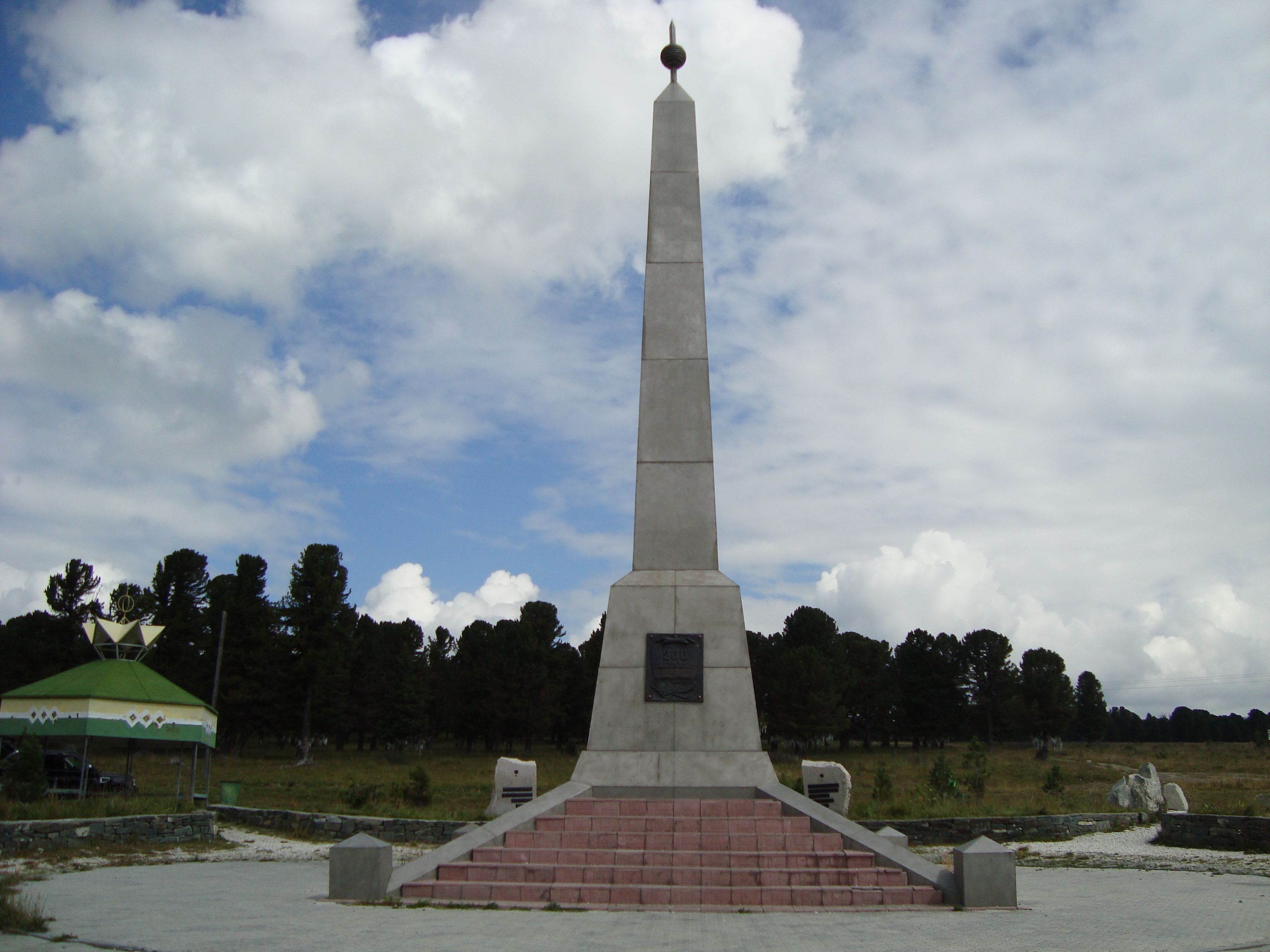
Obélisque au col de la Séma.

Jusqu'au début du XXe siècle, le col, qui faisait partie du trakt de la Tchouïa, présentait une ascension difficile, à cause des marécages et de l'instabilité du sol, sans compter l'enneigement massif en hiver. Il était ainsi l'un des passages les plus dangereux de tout le trajet vers la Mongolie depuis Biïsk. L'itinéraire longeait la Séma au sud comme aujourd'hui, mais au sud il passait par la rivière Tengui pour arriver au village de Tenga. Les caravanes et les chevaux étaient les plus à risque sur le trajet.
Lorsque le génocide des Dzoungars se produisit, à la suite des guerres Dzoungar-Qing, le col fut l'une des étapes des Oïrats (qui ont donné les Altaïens et les Kalmouks) pour fuir le pays, alors que l'armée Dzoungar. Chemin privilégié, des oboos se trouvent au sommet pour honorer la mémoire des ancêtres.
En 1956 a été érigé tout au col un obélisque en l'honneur du bicentenaire du rattachement du Haut-Altaï à l'Empire russe.
L'aménagement du col afin qu'il soit carrossable s'est déroulé d'abord dans les années 1920, avec des pierres concassées et du gravier. Ensuite pendant les années 1960, une nouvelle route, avec son tracé moderne, a été construite, en asphalte.

## Activités
Le col, étape de la R256, est aujourd'hui une attraction à part entière tout comme le Tchike-Taman, plus au sud. Depuis 1986, un centre d'entraînement pour athlètes, nommé « Dynamo », est présent. Le lieu possède deux pistes de ski, avec un téléski. Il existe aussi une piste de biathlon avec stands de tir.  Outre le sport, il y a un point d'observation, un café, ainsi qu'un centre touristique hôtelier. Chaque soirée du Nouvel an, des feux d'artifice sont tirés depuis le col, avec un festival en plein air.